# فرانسیس دانا
فرانسیس دانا (Francis Dana) (13 ژوئن ۱۷۴۳ میلادی - ۲۵ آوریل ۱۸۱۱ میلادی)، از پدران بنیانگذار ایالات متحده، وکیل، حقوقدان و دولتمرد اهل ماساچوست بود. او به عنوان نماینده کنگره قاره‌ای در ۱۷۷۷ تا ۱۷۷۸ و ۱۷۸۴ میلادی خدمت کرد. او اصول کنفدراسیون را امضاء کرد. با این حال بسیاری از منابع برجسته‌ای چون بایگانی‌های ملی و کنگره ایالات متحده، اصول کنفدراسیون را به عنوان سند بنیانگذار در نظر نگرفته و ازین رو منابع بسیار کمی دانا را به عنوان بنیانگذار در نظر می‌گیرند.
همسر دانا، دختر آن رمینگتون و ویلیام الری، امضاء کنندهٔ اعلامیه استقلال بود. او همچنین پدرزن واشینگتن آلستون، یکی از نقاشان و شاعران برجسته بود.

## زندگی‌نامه

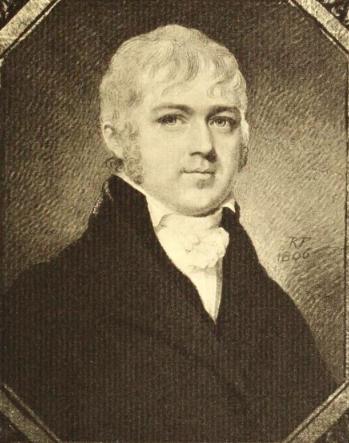
فرنسیس دانای چهارم، اثر رابرت فیلد.

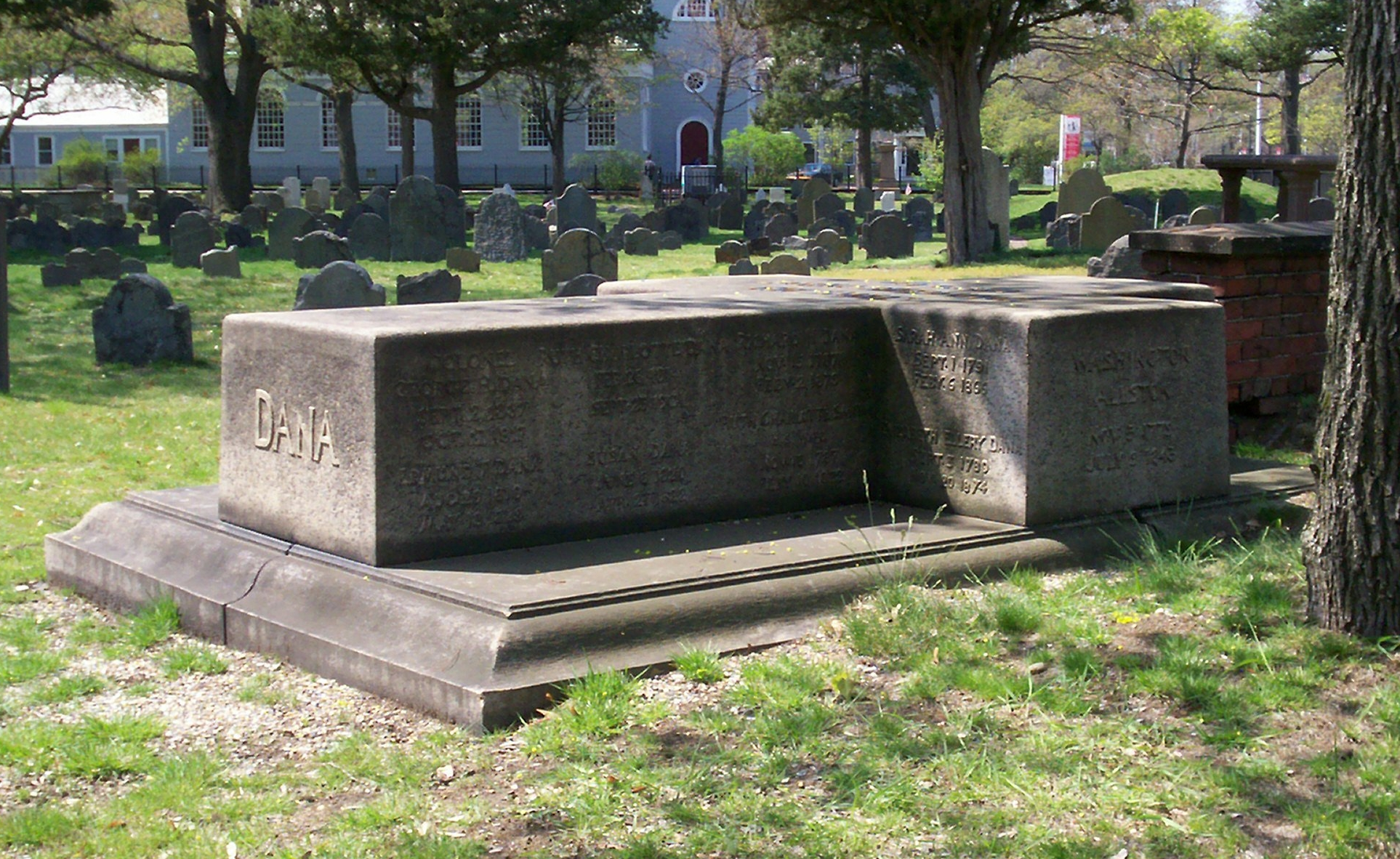
قطعه خانواده دانا در زمین خاکسپاری قدیم، کمبریج، ماساچوست

فرانسیس در چارلزتاون، بوستون بدنیا آمد. او پسر ریچارد دانای وکیل بود. او در هاروارد تحصیل کرده بود، جاییکه در ۱۷۶۲ میلادی از آنجا فارغ‌التحصیل شده و سپس «حقوق خواند» و در هیئت وکلا پذیرفته شد، پس از آن در بوستون فعالیت‌های حقوقی موفقیت‌آمیزی داشت.
پس از این که یکی از معارضین سیاست‌های مستعمراتی شد، رهبر پسران آزادی شده و اولین منتخب کنگره (انقلابی) استانی ماساچوست در ۱۷۷۴ میلادی گشت. در ۱۷۷۵ میلادی، کنگره قاره‌ای وی را در تلاش ناموفقی جهت سازش اختلافات منتج به جنگ انقلاب آمریکا به بریتانیا گسیل کرد. او سال بعد بازگشت و متقاعد شد که حل و فصل دوستانه این جدال غیرممکن بوده و به عنوان نماینده به کنگره قاره‌ای در ۱۷۷۷ میلادی انتخاب شد، جاییکه اصول کنفدراسیون را در ۱۷۷۸ میلادی امضاء کرد. او به عنوان عضوی از گروه اخیر، در ژانویه ۱۷۷۸ میلادی رئیس کمیته‌ای شد که قرار بود با ژنرال جرج واشینگتن در دره فورج دیدن کرده و با او در رابطه با سازماندهی مجدد ارتش قاره‌ای مشورت کند. این کمیته حدود سه ماه را در اردو سپری کرد و به واشینگتن در آماده‌سازی برنامه سازماندهی مجدد این که کدام کنگره اقتباس شود، یاری داد. در این سال، همچنین او عضوی از کمیته بررسی پیشنهاد مصالحه فردریک نورث بود که او قویاً رد نمود.
دانا کنگره را برای همراهی جان آدمز در پاریس رها کرد تا در آنجا دبیر نمایندگی دیپلماتیک شود. در ۱۷۸۰ میلادی، او به عنوان وزیر آمریکا در امپراتوری روسیه لقب گرفت و در همین جریان هیچگاه از سوی کاترین کبیر به رسمیت شناخته نشده و تا ۱۷۸۳ میلادی در سن پترزبورگ باقی ماند. پس از بازگشتش، مجدداً در ۱۷۸۴ میلادی برای کنگره ملی انتخاب شد. در ۱۷۸۵ میلادی، دانا در دادگاه عالی ماساچوست انتخاب شد و در آنجا تا ۱۸۰۶ میلادی و بعد از ۱۷۹۱ میلادی به عنوان حقوقدان ارشد خدمت کرد. او یکی از مدافعان پرحرارت اقتباس قانون اساسی فدرال، عضوی از معاهده ایالتی که در ۱۷۸۸ میلادی تصویب شد و یکی از مؤثرترین مشاوران رهبران حزب فدرالیست، به‌خصوص «اسکس جونتو» بود.
دانا در ۱۷۹۲ میلادی، سهامدار شرکتی شد که به منظور کشیدن یک پل بر روی «بندرگاه کمبریج» روی رودخانه چارلز تشکیل شده بود. این پل بعدها «پل بوستون غربی» شد، مکانی که امروزه «پل لانگفلو» نامیده می‌شود. این پل در نوامبر ۱۷۹۳ میلادی شد.
دانا در ۱۸۰۶ میلادی بالکل از مشاغل رسمی بازنشسته شد. او عضو صادر کننده امتیاز برای فرهنگستان هنر و علوم آمریکا در ۱۷۸۰ میلادی بوده و فعالانه از رشد دانشگاه هاروارد حمایت کرد. پسر او، ریچارد هنری دانای سنیور، یکی از شاعران و منتقدان ادبی و همچنین یک وکیل بود. نوه پسری او ریچارد هنری دانای جونیور، از وکلا و مؤلفان برجسته‌ای بود که به عنوان دادستان ایالات متحده برای ماساچوست خدمت کرد و «دو سال پشت دکل» را نوشت.

## مرگ و میراث
دانا در کمبریج، ماساچوست فوت کرد و در «زمین خاکسپاری قدیمی کمبریج» دفن شده‌است. شهرک سابق دانا، ماساچوست، به افتخار او نامگذاری شده‌است. زیربخش بلکرتن به نام دانا هیل نیز به نام شهرک مذکور نامگذاری شده‌است.